# حزقيال كاماتشو
حزقيال كاماتشو (بالإسبانية: Juan Camacho)‏ هو عداء مراثوني بوليفي، ولد في 4 يونيو 1959.

## وصلات خارجية
- حزقيال كاماتشو على موقع الاتحاد الدولي لألعاب القوى (الإنجليزية)
- حزقيال كاماتشو على موقع رابطة إحصائيات سباق الطريق (الإنجليزية)
- حزقيال كاماتشو على موقع أوليمبيديا (الإنجليزية)